# Alex Král
Alex Král (Košice, 19 de Maio de 1998) é um futebolista Checo que atua como meio-campista. Atualmente é jogador do Espanyol e da Seleção Checa de Futebol.

## Carreira
Nascido na Eslováquia, a família de Král mudou-se para Brno, na República Checa, quando ele era criança. Ele começou a jogar futebol no SK Moravská Slavia Brno aos seis anos, antes de ingressar no Zbrojovka Brno aos nove. Aos 14, ele foi observado e contratado pelo Slavia Praga, mudando-se para Praga para continuar seu desenvolvimento.

### Teplice
Král começou sua carreira profissional no FK Teplice, da República Checa. Sua primeira partida profssional aconteceu em 7 de Maio de 2017, na vitória de 2-0 contra o Hradec Králové pelo Campeonato Checo. Ele substituiu Jan Vošahlík aos 91 minutos. Seu primeiro gol marcado profissionalmente aconteceu em 19 de Setembro de 2017, na vitória de 4-3 sobre o Táborsko na Copa da Chéquia.

### Slavia Praga
Em Janeiro de 2019, Král foi contratado pelo Slavia Praga, clube que jogou na base, por 4 anos de contrato.
Em 18 de Abril de 2019, depois da derrota de seu time contra o Chelsea por 4-3 pela Liga Europa da UEFA, Král tirou uma foto com David Luiz, zagueiro brasileiro do Cheslea. A foto repercutiu pois os dois tem grandes semelhanças: como um cabelo cacheado grande.

### Spartak Moscou
Em 1 de setembro de 2019, ele assinou um contrato de cinco anos com o clube da Premier League Russa Spartak Moscou. Desde então, ele jogou pelo clube por várias temporadas, que incluíram a participação na Liga dos Campeões da UEFA.

#### West Ham United
Em 31 de agosto de 2021, Král se juntou ao West Ham United em um empréstimo de uma temporada com a opção de tornar o acordo permanente. Ele fez sua estreia em 22 de setembro em uma vitória por 1-0 contra o Manchester United na Copa da Liga Inglesa em Old Trafford. Sua estreia na liga ocorreu quando ele entrou como substituto em uma vitória por 4-1 no Watford em 28 de dezembro de 2021. Král fez uma aparição na Premier League, três vezes na Liga Europa e uma vez na FA Cup e na Copa da Liga Inglesa antes do término de seu empréstimo.
Suspensão de contrato e Schalke 04
Em 1 de julho de 2022, o Spartak anunciou que Král suspendeu seu contrato com o Spartak Moscou para a temporada 2022-23 usando os regulamentos especiais da FIFA relacionados à resposta internacional e outras consequências da invasão russa da Ucrânia. Em 14 de julho de 2022, o Schalke 04 anunciou a assinatura de Král para um contrato de um ano e, de acordo com os regulamentos da FIFA, ele permaneceu como jogador do Spartak temporariamente jogando pelo Schalke 04.

### Union Berlin
Em 2 de junho de 2023, o Union Berlin anunciou a contratação de Král antes da nova temporada. Em sua primeira temporada no clube, Král fez 24 aparições na Bundesliga, duas aparições na DFB-Pokal e mais seis aparições na campanha inaugural do Union Berlin na Liga dos Campeões.

#### Espanyol
Em 7 de Agosto de 2024, Král foi contratado por empréstimo ao clube da La Liga Espanyol.

## Carreira internacional
Král estreou pela seleção da República Tcheca em 26 de março de 2019, em um amistoso contra o Brasil, como substituto de David Pavelka aos 69 minutos.
Král também foi convocado para a Eurocopa de 2020.

## Títulos

#### Slavia Praga
- Campeonato Checo de Futebol: 2018–19[carece de fontes?]
- Copa da Chéquia: 2018–19[carece de fontes?]